# 大谷川橋梁 (東武鬼怒川線)

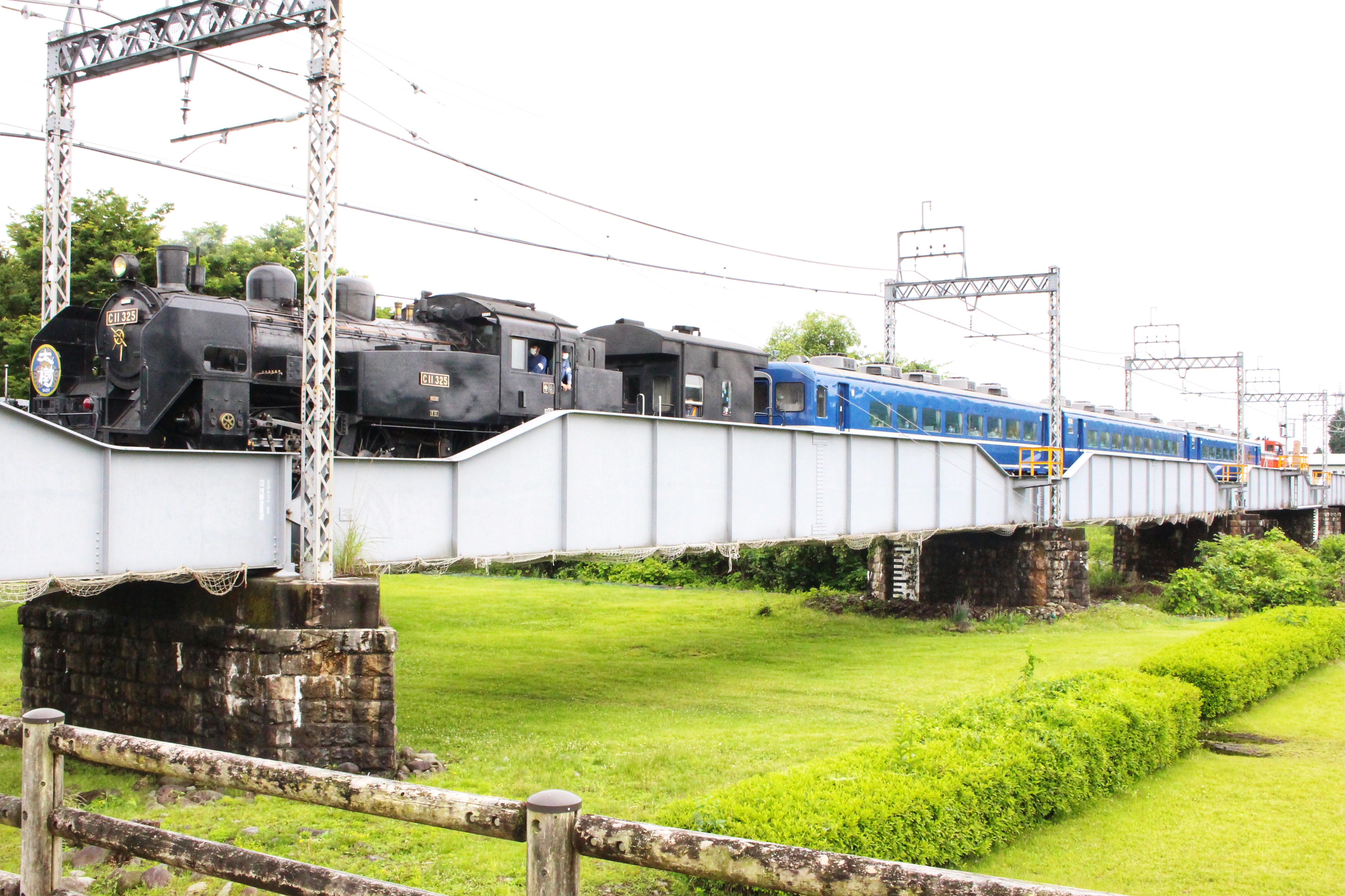
大谷川橋梁を渡るSL大樹

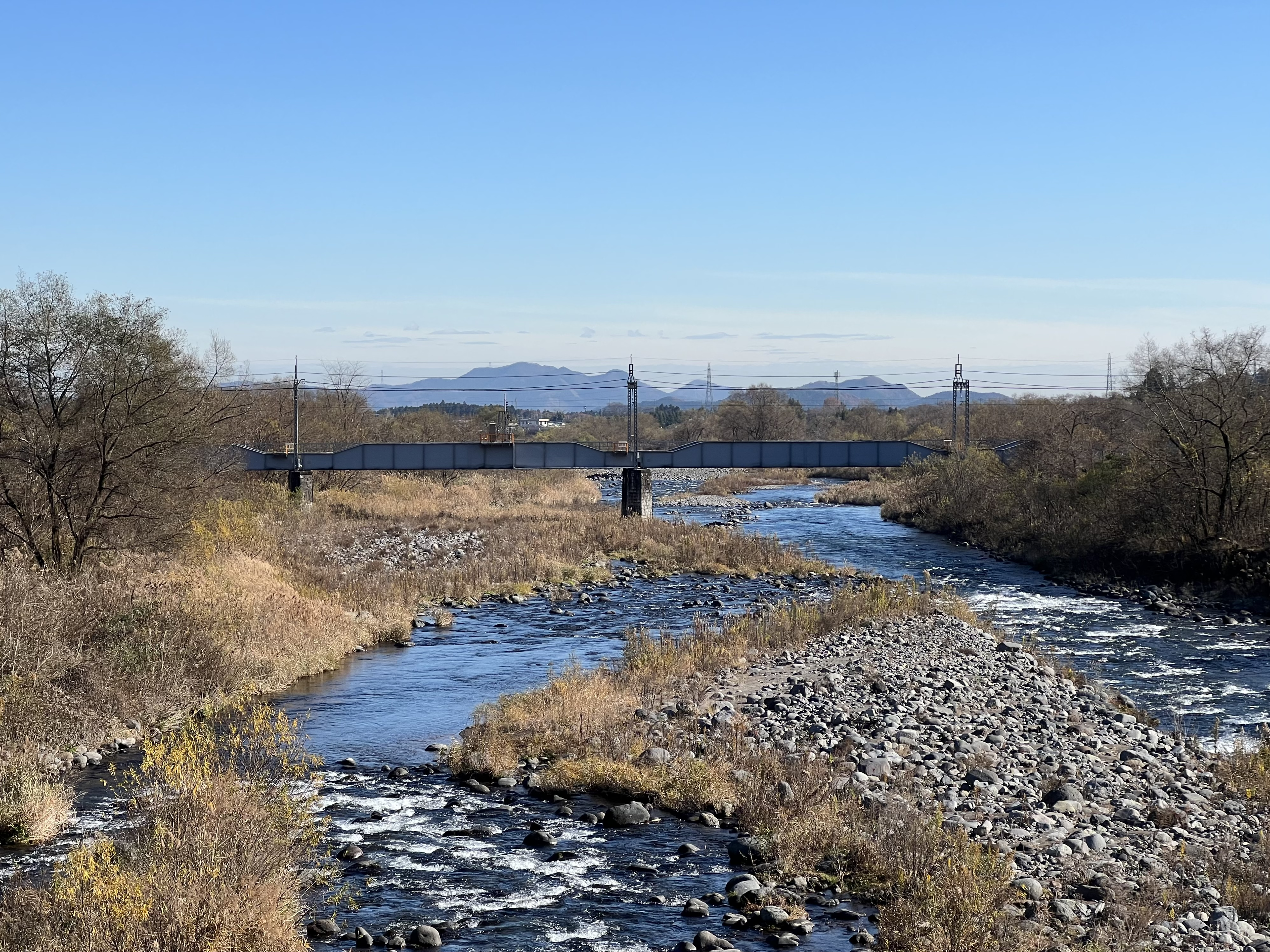
日光市今市より

大谷川橋梁（だいやがわきょうりょう）は、栃木県日光市の大谷川に架かる東武鉄道鬼怒川線の鉄道橋である。

## 概要
下野軌道（現・東武鬼怒川線）の大谷向今市駅（現大谷向駅） - 新今市駅（1929年（昭和4年）に廃駅）間の建設工事に伴って1919年（大正8年）に完成した。下今市駅 - 大谷向駅間の利根川水系鬼怒川支流である大谷川に架かる全長322.8mの橋梁である。

## 構造
初代は、単線下路式平行弦プラットトラス（ピン結合）2連 + （形式不明）8連の形式である。トラス2連は、もともとは幌内鉄道から払い下げられた幌向川橋梁（下幌向川に架設）および郁春別川橋梁（下幾春別川に架設）の米国コフロード＆セイラー（Cofrode & Saylor）製トラスであり、1881年（明治14年）製造の錬鉄製である。（形式不明）8連は九州から払い下げられたドイツ製である。
2代目は、単線下路式平行弦プラットトラス（ピン結合）2連 + 単線下路式プレートガーダー8連の形式である。プレートガーダーは横河橋梁製作所（現横河ブリッジ）製である。ドイツ製の橋桁は老朽化のため1967年（昭和42年）に撤去され、プレートガーダーに架け替えられた。
3代目は、トラス2連をプレートガーダー2連に架け替えた、単線下路式プレートガーダー10連の形式である。トラス2連は1996年（平成8年）3月に東京鐵骨橋梁製作所（現東京鐵骨橋梁）により撤去されており、うち1連は1999年（平成11年）に東海旅客鉄道（JR東海）三島社員研修センター施設内に移設し展示されている。もう1連は土木遺産としての復元化および保存のため、1999年（平成11年）に故郷の北海道岩見沢市に里帰りしている。

## 周辺
- 国道121号
- 国道461号
- 大谷向駅
- 下今市駅
- 東武日光線